# Kostel svatého Jana Křtitele (Janovice nad Úhlavou)
Kostel svatého Jana Křtitele v Janovicích nad Úhlavou je římskokatolický filiální kostel ve farnosti Nýrsko v okrese Klatovy. Od roku 1964 je chráněn jako kulturní památka.

## Historie
První písemná zmínka o kostele svatého Jana Křtitele pochází z roku 1352, ale podle stavební dispozice byl postaven již na počátku druhé poloviny třináctého století. Věž byla přistavěna až při barokních úpravách v roce 1764. Donátorem přestavby byl hrabě Karel z Palm-Gundelfingen. Roku 1867 shořela střecha věže a při opravě byla věž mírně zvýšena a doplněna o štítky.

## Stavební podoba

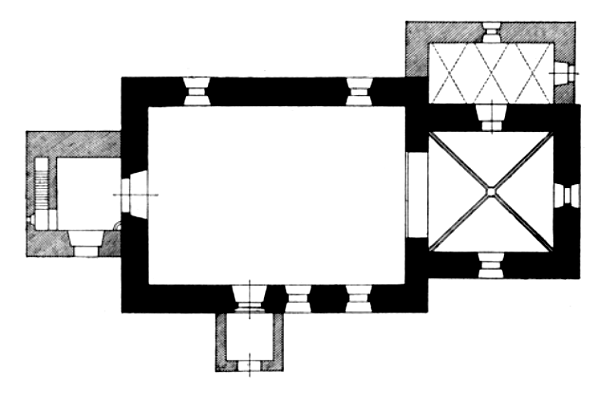
Půdorys kostela publikovaný roku 1899

Jádrem gotického kostela je obdélná loď s vnitřními rozměry 12,6 × 8,65 metru. Loď je s presbytářem propojena hrotitým vítězným obloukem. Na jižní a východní straně presbytáře se nacházení hrotitá okna a severní strana je obohacena menším půlkruhovým špaletovým oknem, které má románský charakter. V prostoru presbytáře se nachází nástěnné malby s náboženskou tematikou. Na prostor presbytáře navazuje po severní straně mladší sakristie, která je klenutá valeně s lunetami. Z jihu je ke kostelní lodi přistavěna malá předsíň, která chrání gotický vstupní portál. Prostor lodi je osvětlený skrze pětici oken, z nichž jsou tři gotická okna hrotitá a pravděpodobně byla původně dvojitá. Dominantou západního průčelí je věž s jehlancovou střechou. K ní na východní straně přiléhá čtvercový presbytář se stranami dlouhými šest metrů, a křížovou klenbou na jehlancových konzolách. Osvětluje ji pětice oken, z nichž tři mají hrotitý tvar a původně bývala dvojdílná. Starší vstup do lodi chráněný malou předsíní se nachází v jižní zdi a má podobu vrcholně gotického portálu z třetí čtvrtiny čtrnáctého století. Presbytář je od lodi oddělen hrotitým vítězným obloukem vysokým 4,2 metru. V západním průčelí stojí věž s jehlancovou střechou a k severní straně presbytáře přiléhá sakristie s valenou klenbou s lunetami. Okénko v severní zdi presbytáře má románský charakter.

## Vybavení
Hlavní portálový oltář je barokní z doby po polovině osmnáctého století. V jeho tabernákulovém nástavci stojí socha svatého Jana Křtitele. Dva mladší boční oltáře jsou zasvěcené Zvěstování Panny Marie a svatému Janovi Nepomuckému. U západního vchodu v podvěží je zazděná žulová křtitelnice. Na konci devatenáctého století k výbavě kostela patřila také kropenka z červeného mramoru se znakem Janovských z Janovic, dva cínové svícny z roku 1663 a čtyři zvony, z nichž největší byl zdoben reliéfem Nejsvětější Trojice s letopočtem 1837.

## Galerie

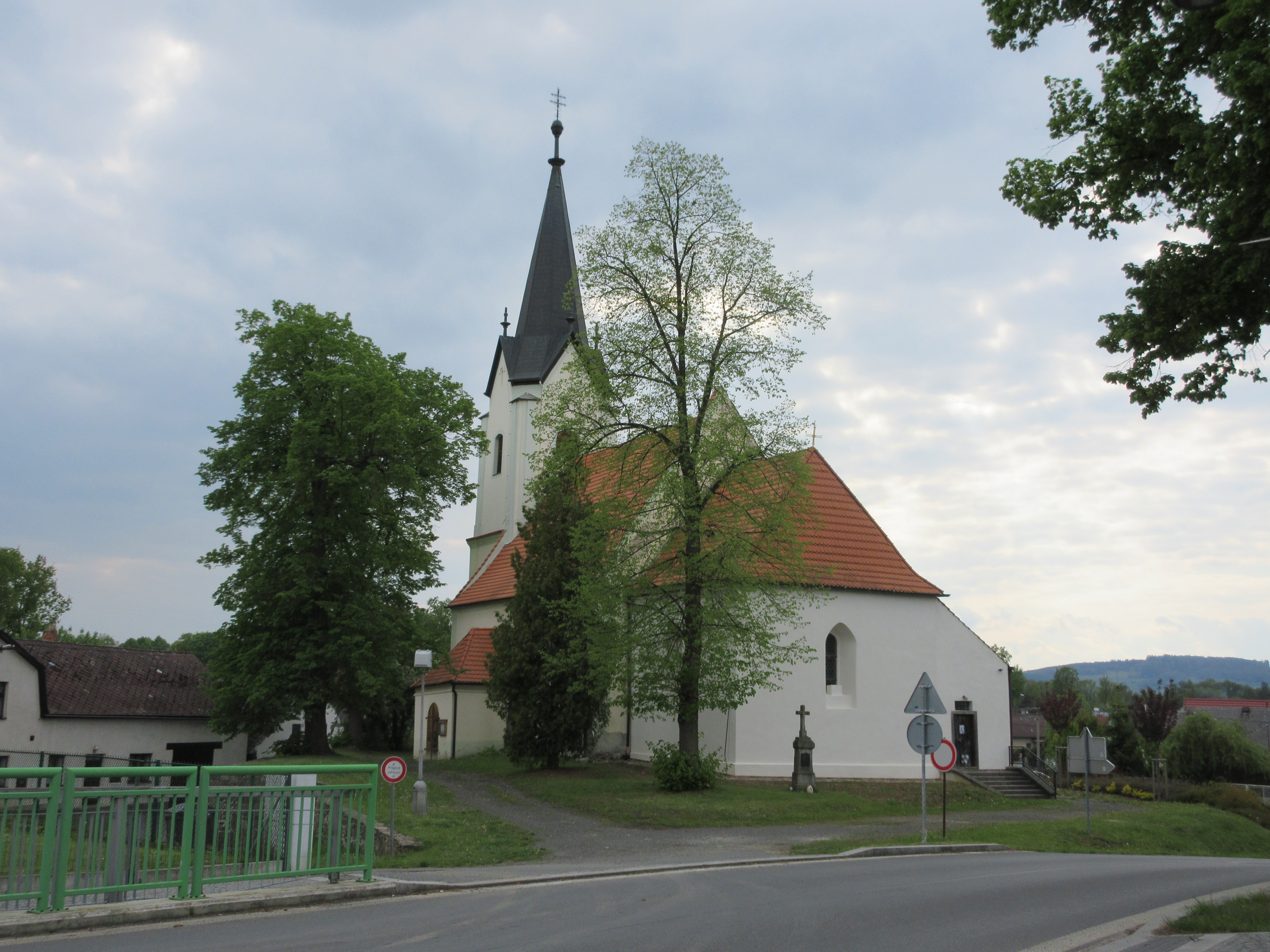
Celkový pohled
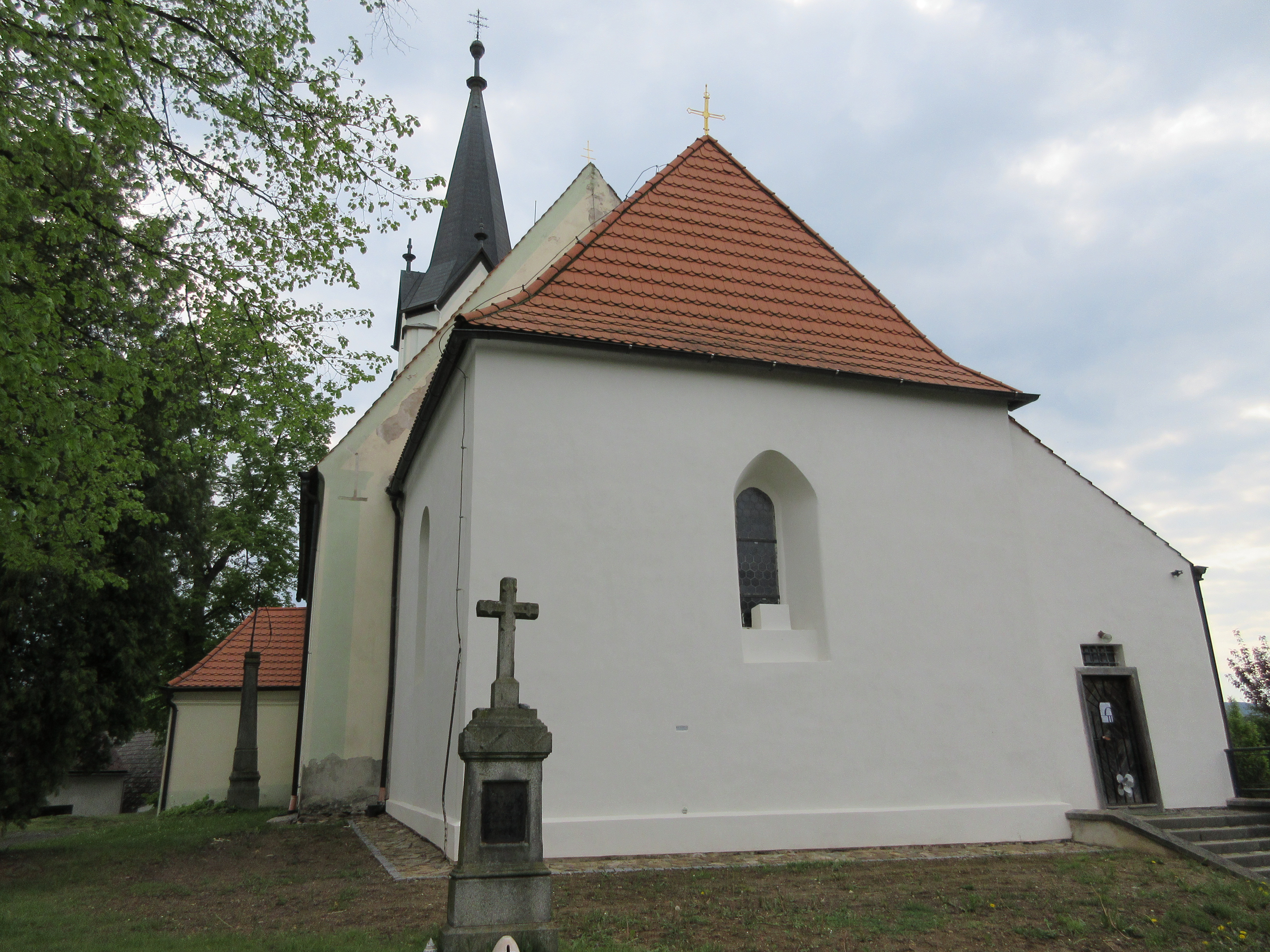
Presbytář
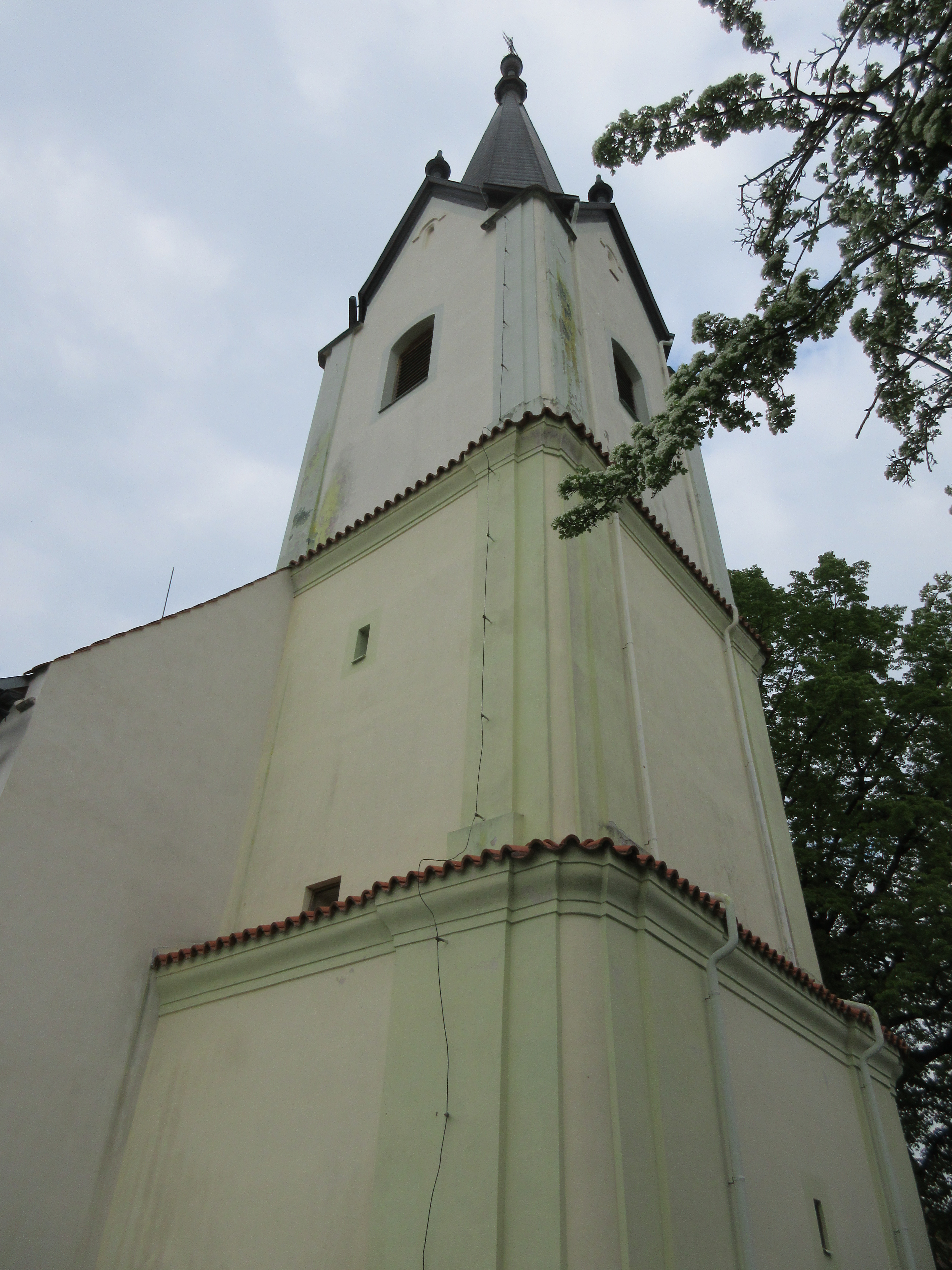
Pohled na věž
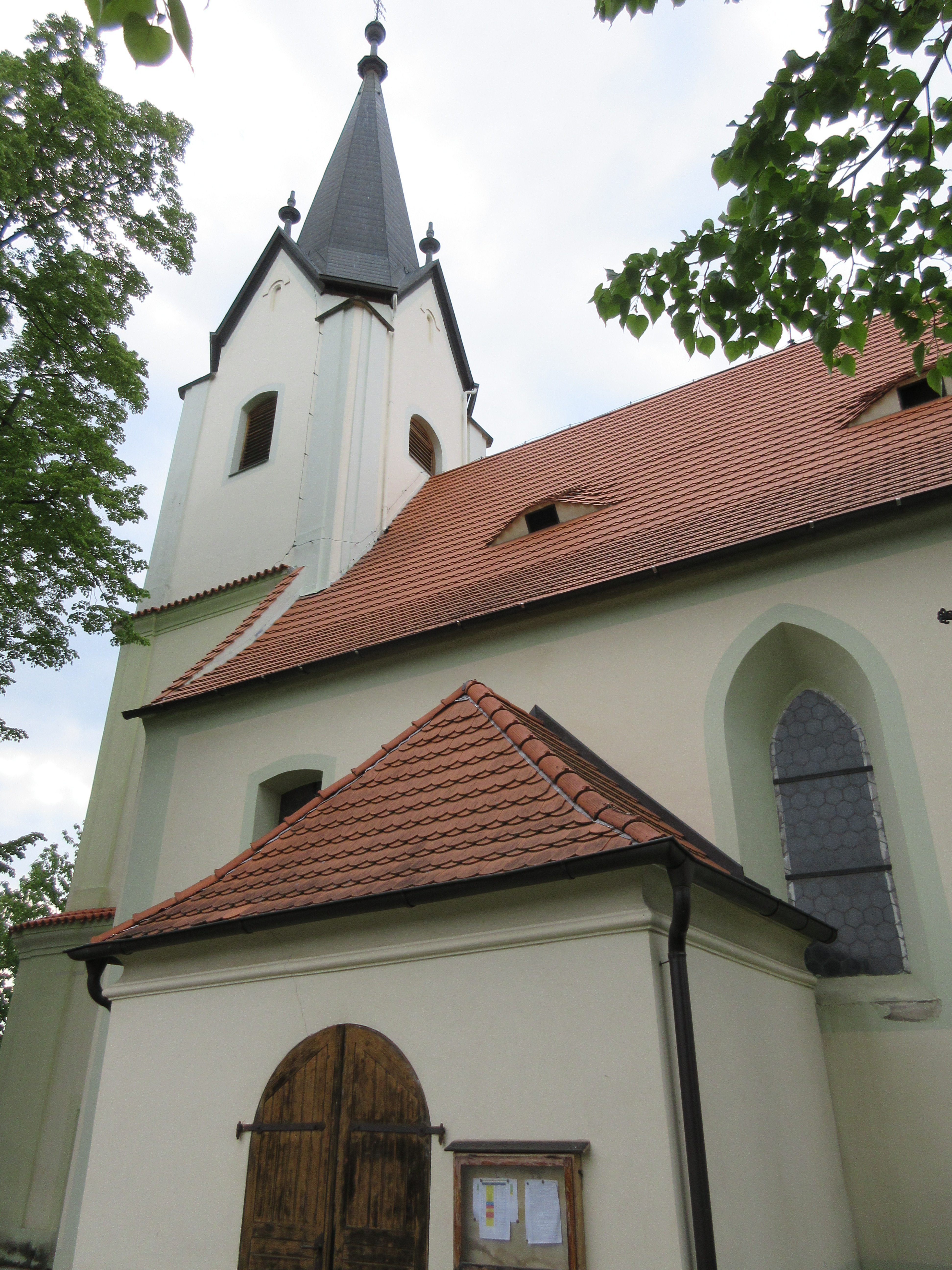
Boční vstup